# Danai Gurira
Danai Jekesai Gurira (Grinnel, Iowa, 1978. február 14. –) amerikai színésznő.

## Élete

### Származása, tanulmányai
Grinnellben született. Szülei Josephine Gurira főiskolai könyvtáros és Roger Gurira, a Grinnell College. Szülei 1964-ben költöztek el Zimbabwe-ból az Egyesült Államokba. Három testvére van, Shinai, Choni és Tare. 1983 decemberéig Grinnellben élt, amikor is öt évesen családjával visszaköltözött Harare-be.
Középiskolába a Dominican Convent High Schoolba járt. Ezt követően visszatért az Egyesült Államokba, hogy a Saint Paul-i a Macalester Collegeban tanuljon, ahol pszichológiából szerzett diplomát.

### Pályafutása
Első nagyobb szerepe a The Walking Dead című sorozatban volt. 2013-ban a Mother of George című filmben szerepelt. 2017-ben az All Eyez on Me című filmben szerepelt. 2018-ban a Fekete Párduc című filmben szerepelt.

## Filmográfia

### Film
| Év   | Magyar cím                        | Eredeti cím                                  | Szerep                  | Magyar hang      |
| ---- | --------------------------------- | -------------------------------------------- | ----------------------- | ---------------- |
| 2007 | A látogató                        | The Visitor                                  | Zainab                  |                  |
| 2008 | Vedd a lelkem!                    | My Soul to Take                              | Jeanne-Baptiste         |                  |
| 2008 | Kísértetváros                     | Ghost Town                                   | szellem                 |                  |
| 2010 |                                   | 3 Backyards                                  | nő kék ruhában          |                  |
| 2011 |                                   | Restless City                                | Sisi                    |                  |
| 2013 |                                   | Mother of George                             | Adenike Olumide Balogun |                  |
| 2015 | Csingiling és a Soharém legendája | Tinker Bell and the Legend of the NeverBeast | Fury (hang)             | Varga Gabriella  |
| 2017 |                                   | All Eyez on Me                               | Afeni Shakur            |                  |
| 2018 | Fekete Párduc                     | Black Panther                                | Okoye                   | Bognár Gyöngyvér |
| 2018 | Bosszúállók: Végtelen háború      | Avengers: Infinity War                       | Okoye                   | Bognár Gyöngyvér |
| 2019 | Bosszúállók: Végjáték             | Avengers: Endgame                            | Okoye                   | Bognár Gyöngyvér |
| 2022 | Fekete Párduc 2.                  | Black Panther: Wakanda Forever               | Okoye                   | Varga Klári      |

### Televízió
| Év              | Magyar cím                          | Eredeti cím                         | Szerep               | Megjegyzések                            |
| --------------- | ----------------------------------- | ----------------------------------- | -------------------- | --------------------------------------- |
| 2004            | Esküdt ellenségek: Bűnös szándék    | Law & Order: Criminal Intent        | Marei Rosa Rumbidzai | 1 epizód                                |
| 2009            | Élet a Marson                       | Life on Mars                        | Angela               | 1 epizód                                |
| 2009            | Esküdt ellenségek                   | Law & Order                         | Courtney Owens       | 1 epizód                                |
| 2010            |                                     | American Experience                 | Sarah Steward        | 1 epizód                                |
| 2010            | Hazudj, ha tudsz!                   | Lie to Me                           | Michelle Russo       | 1 epizód                                |
| 2010–2011       |                                     | Treme                               | Jill                 | mellékszereplő                          |
| 2012–2020, 2022 | The Walking Dead                    | The Walking Dead                    | Michonne Hawthorne   | főszereplő magyar hangja Pálmai Anna    |
| 2017            | Robotcsirke                         | Robot Chicken                       | Michonne (hang)      | 1 epizód                                |
| 2021            | Mi lenne, ha…?                      | What If...?                         | Okoye (hang)         | 3 epizód magyar hangja Bognár Gyöngyvér |
| 2024            | The Walking Dead: The Ones Who Live | The Walking Dead: The Ones Who Live | Michonne             | főszereplő magyar hangja Pálmai Anna    |

## Fordítás
- Ez a szócikk részben vagy egészben  a   Danai Gurira című angol Wikipédia-szócikk fordításán alapul.  Az eredeti cikk szerkesztőit annak laptörténete sorolja fel. Ez a jelzés csupán a megfogalmazás eredetét és a szerzői jogokat jelzi, nem szolgál a cikkben szereplő információk forrásmegjelöléseként.